# Gallatin Township
Gallatin Township est un ancien township  du comté de Clay dans le Missouri, aux États-Unis,. 
Il est fondé au début des années 1820 et baptisé en référence à Albert Gallatin.

## Source de la traduction
- (en) Cet article est partiellement ou en totalité issu de l’article de Wikipédia en anglais intitulé « Gallatin Township, Clay County, Missouri » (voir la liste des auteurs).